# Nicht blinzeln
Nicht blinzeln (engl. Originaltitel Blink) ist die zehnte Folge der dritten Staffel der britischen Science-Fiction-Fernsehserie Doctor Who. Sie wurde erstmals am 9. Juni 2007 auf BBC One ausgestrahlt. Geschrieben wurde die Folge von Steven Moffat; Regie führte Hettie MacDonald.
Die Geschichte folgt der jungen Sally Sparrow (Carey Mulligan), die einem Zeitreisenden dabei helfen muss, seine Zeitmaschine zurückzuerlangen. Dabei begegnen ihr gefährliche Statuen, die sich bewegen können, sobald sie von niemandem beobachtet werden. Im Gegensatz zu den meisten Folgen dieser Serie haben die eigentlichen Hauptdarsteller, David Tennant als der Doktor und Freema Agyeman als Martha Jones, nur sehr kleine Rollen.
Die Folge wurde von Kritikern sehr positiv bewertet. Drehbuchschreiber Steven Moffat wurde für Blink mit einem BAFTA Craft Award und einem BAFTA Cymru Award als bester Drehbuchautor ausgezeichnet. Außerdem gewann die Folge einen Hugo Award.

## Handlung
Eine junge Frau, Sally Sparrow, betritt ein altes, verlassenes Anwesen, um dort Fotos zu schießen. Unter einer alten, herabblätternden Tapete entdeckt sie eine an die Wand geschriebene Nachricht, die an sie gerichtet ist und sie vor weinenden Engeln (weeping angels) warnt. Unterzeichnet ist sie mit „Der Doktor (1969)“. Am nächsten Tag kehrt Sparrow zusammen mit ihrer Freundin Kathy Nightingale (Lucy Gaskell) zurück in das Haus. Überraschend klingelt ein Mann an der Tür, der einen alten Brief an Sally Sparrow überreichen soll. Von Sally unbemerkt verschwindet Kathy plötzlich und findet sich auf einer Wiese im Jahr 1920 wieder. Der vergilbte Brief für Sally stammt von Kathy und wie sich herausstellt ist der Mann, der ihn überbringt, Kathys Enkel. In ihrem Brief beschreibt Kathy ihr weiteres, sehr erfülltes Leben im 20. Jahrhundert und weist Sally an, ihren Bruder Larry von ihrem Verschwinden zu unterrichten. In den Händen einer Engelsstatue im Haus entdeckt Sally einen Schlüssel, den sie an sich nimmt.
Sally besucht Larry in einem DVD-Laden. Dieser beschäftigt sich gerade mit geheimnisvollen versteckten Botschaften, die über eine Reihe von DVDs verstreut sind. In jedem ist ein Mann zu sehen, der sich „der Doktor“ nennt und scheinbar ein Gespräch mit einem nicht sicht- oder hörbaren Gegenüber führt. Larry gibt ihr eine Liste der DVDs, auf der diese „Easter Eggs“ enthalten sind. Ratlos begibt Sally sich zur örtlichen Polizeistation, wo sie auf den jungen Polizisten Billy Shipton trifft. Er erklärt ihr, dass bereits eine ganze Reihe von Personen in oder nahe diesem Anwesen spurlos verschwunden sind. Er führt sie in eine Tiefgarage, wo neben den Fahrzeugen der Verschwundenen auch eine altmodische blaue Polizei-Zelle steht, die aber verschlossen ist. Sie verlässt die Polizeistation, kehrt jedoch unmittelbar um, nachdem sie sich an den Schlüssel in ihrer Tasche erinnert. Die Tiefgarage ist jedoch leer, Billy und die Polizei-Zelle sind verschwunden.
Unmittelbar darauf erhält sie einen Anruf von Billy, der sie zu sich ins Krankenhaus ruft. Dort stellt sich zu ihrer Überraschung heraus, dass für Billy inzwischen 40 Jahre vergangen sind und er noch an diesem Tag sterben wird. Billy erzählt ihr, wie er entdeckte, dass die Engel die Polizei-Zelle entwenden wollten und er sich daraufhin plötzlich im Jahr 1969 wiederfand. Dort begegnete er dem Doktor, der ihn bat, Sally in der Gegenwart eine Nachricht zu übermitteln. Billy stieg in den nächsten Jahrzehnten ins Video-Produktions-Geschäft ein und war schließlich dafür verantwortlich, die Video-Botschaften des Doktors auf die DVDs zu schmuggeln. Sally verbringt die letzten Stunden mit dem todkranken Billy im Krankenhaus. Bevor er stirbt, übermittelt er ihr die Nachricht des Doktors: Sie soll sich die Liste der DVDs ansehen. Sally entdeckt, dass die Liste aus genau den DVDs besteht, die sie in ihrer eigenen DVD-Sammlung hat. Die Videobotschaften sind für sie bestimmt.

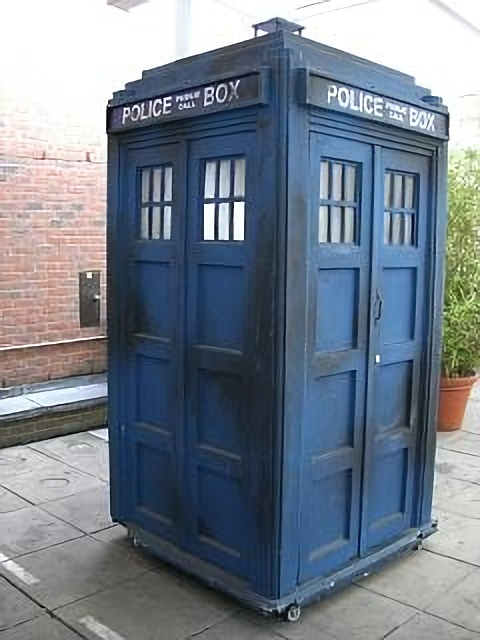
Die TARDIS

Gemeinsam mit Larry und einem tragbaren DVD-Spieler kehrt Sally zu dem verlassenen Anwesen zurück und spielt die Videobotschaften ab. Dabei entdeckt sie, dass sie so mit dem Doktor kommunizieren kann. Da er in der Vergangenheit eine genaue Mitschrift ihres Gesprächs besitzt (die in der Gegenwart gerade von Larry anhand des Gesprächs angefertigt wird), kann er so auf ihre Fragen antworten. Er erklärt, dass die weinenden Engel eine außerirdische Spezies sind. Sie ernähren sich von der potentiellen Zeit-Energie anderer Wesen, indem sie Leute per Berührung in die Vergangenheit schicken, wo sie schließlich eines natürlichen Tods sterben. Auch der Doktor und seine Begleiterin Martha wurden so in die Vergangenheit geschickt, wo sie nun im Jahr 1969 ohne ihre Zeitmaschine festsitzen. Die Engel haben einen einzigartigen Verteidigungsmechanismus (siehe Quanten-Zeno-Effekt): Solange ein anderes lebendes Wesen sie beobachtet, sind sie unbewegliche Steinstatuen. Sobald die Person jedoch wegschaut oder auch nur blinzelt, können die Engel sich frei bewegen. Der Doktor warnt sie, die Statuen nicht aus den Augen zu lassen, ja nicht einmal zu blinzeln, wenn sie nicht sterben wollen. Er weist sie an, nach seiner Zeitmaschine, der TARDIS, zu suchen – der blauen Polizei-Zelle, die Sally in der Tiefgarage sah. Als das Video zu Ende ist, entdecken sie, dass bereits eine der Engelsstatuen den Raum betreten hat und immer näher kommt, sobald sie nicht beobachtet wird. Schnell flüchten sie bis in den Keller, wo sie neben drei weiteren Engeln auch die TARDIS entdecken. Während das Licht zu flackern beginnt und die Engel während der kurzen Lichtausfälle immer näher kommen, gelingt es Sally schließlich die TARDIS aufzuschließen und beide flüchten sich hinein. Dort weist sie ein Hologramm des Doktors an, die Zeitmaschine mit der mitgebrachten DVD zu aktivieren. Die von den Engeln umringte Zeitmaschine springt daraufhin durch die Zeit ins Jahr 1969, lässt Sally und Larry aber im Keller zurück, umzingelt von den bewegungslosen Engelsstatuen. Larry erkennt, dass die Engel überlistet wurden. Da die vier Engel sich nun unablässig gegenseitig anblicken, sind sie auf ewig in Stein verwandelt.
Ein Jahr später haben Sally und Larry gemeinsam einen Laden für DVDs und Bücher eröffnet. Sally lassen ihre Erlebnisse im Gegensatz zu Larry jedoch nicht los, noch immer macht sie sich darüber Gedanken, wie der Doktor all die notwendigen Informationen in der Vergangenheit erhielt. Sie führt einen Hefter, in dem sie Fotos, die DVD-Liste und andere Hinweise für den Doktor zusammengestellt hat. Als Larry für eine Besorgung den Laden verlässt, sieht Sally zufällig den Doktor und Martha aus seinem Taxi steigen. Die beiden, mit Pfeil und Bogen bewaffnet, haben es sehr eilig. Als Sally sie anspricht, wird sie nicht erkannt, da (wie Sally nun erkennt) die vorherigen Ereignisse für diese beiden noch in der Zukunft liegen. Sie übergibt dem Doktor ihren Hefter und warnt ihn, dass er diese Informationen in der Zukunft benötigen wird, wodurch sich die Zeitschleife schließt. Die Folge endet mit der Warnung des Doktors vor den Engeln, nicht zu blinzeln oder wegzuschauen. Diesmal ist sie jedoch an die Zuschauer gerichtet, unterlegt mit Aufnahmen bekannter Bronze- und Steinstatuen im öffentlichen Raum.

## Produktion
“You have to remember that being scared of the dark and being scared of monsters is basically a childish impulse. There's always something of the nursery about horror....Adults never quite grow out of their childhood fears. They just belong in a different part of our heads. Doctor Who isn't a childish programme, but it is childlike: it's a programme for children. And many, many adults who watch and love it watch it as that: as something like Harry Potter.”

„Man muss sich in Erinnerung rufen, dass die Angst vor der Dunkelheit und vor Monstern im Grunde ein kindischer Impuls ist. Horror enthält immer Elemente aus dem Kinderzimmer […]. Erwachsene wachsen niemals wirklich aus ihren Kindheitsängsten heraus. Sie sind einfach in einem anderen Bereich unseres Gehirns verankert. Doctor Who ist keine kindische Sendung, sondern sie ist kindlich: Es ist eine Sendung für Kinder. Und viele, viele Erwachsene, die sie sehen und lieben, sehen sie genau auf diese Art: als so etwas wie Harry Potter.“

Das Drehbuch zur Folge verfasste Steven Moffat, der bereits zuvor drei preisgekrönte Folgen für die seit 2005 wieder gesendete Serie schrieb: den Zweiteiler Das leere Kind (The Empty Child) / Der Doktor tanzt (The Doctor Dances) der ersten Staffel und Das Mädchen im Kamin (The Girl in the Fireplace) aus der zweiten Staffel. Nachdem Moffat seine Mitarbeit an dieser Staffel von Doctor Who bereits mehrere Male aufgrund seiner Arbeit an der Dramaserie Jekyll verschieben musste, bot er an, die „doctor-lite“-Folge der aktuellen Staffel zu übernehmen, eine Folge, in der die Hauptdarsteller produktionstechnisch bedingt nur recht kurze Auftritte haben.
Die Handlung von Blink basiert auf der Kurzgeschichte ‘What I Did on My Christmas Holidays’ by Sally Sparrow von Steven Moffat, die ursprünglich in The Doctor Who Annual 2006 veröffentlicht wurde. Die Geschichte unterscheidet sich in vielen Details von der verfilmten Fassung, unter anderem ist die Hauptfigur Sally Sparrow darin nur 13 Jahre alt und den Doktor und seine Begleiterin verschlägt es in die 80er Jahre. Es handelt sich in der Kurzgeschichte außerdem noch um den neunten Doktor (in der Serie dargestellt von Christopher Eccleston).
David Tennant als der (zehnte) Doktor und Freema Agyeman als Martha Jones haben nur sehr kurze Auftritte in dieser Folge, da das Produktionsteam so zwei Folgen der Serie parallel drehen konnte. Hauptdarstellerin Carey Mulligan hatte zuvor bereits für andere Doctor-Who-Rollen vorgesprochen.
Die Engelsstatuen wurden von Darstellern in aufwändigen Kostümen gespielt. Hinzu kam eine unbewegliche Statue für verschiedene Aufnahmen. Während der Produktion war zunächst auch die Herstellung einer Vielzahl verschiedener Statuen in verschiedenen Posen überlegt worden, die während einiger Szenen mittels digitaler Technik hätten animiert werden müssen. Diese Idee wurde jedoch zugunsten der kostümierten Darsteller verworfen.
Die Dreharbeiten zu Blink fanden in Cardiff, Newport und Caerphilly statt. Die Szenen in der Polizei-Tiefgarage wurden im Gebäude der Coal Exchange in Cardiff gedreht, die Szenen in der Polizeistation wurden in der Old Natwest Bank aufgezeichnet. Für das verlassene Wester Drumlins House diente das damals leerstehende Fields House in Newport als Kulisse.
Einige Blicke hinter die Kulissen dieser Folge und kurze Interviews mit den Schauspielern finden sich in der Begleitreihe Doctor Who Confidential (Staffel 3, Folge 10: Do You Remember the First Time?).
Nachdem Moffat mit Staffel 5 Russell T. Davies als Produzent der Serie ablöste, kehrten die Weeping Angels 2010 in dem von Moffat geschriebenen Zweiteiler Zeit der Engel / Herz aus Stein (The Time of Angels / Flesh and Stone), 2012 in The Angels Take Manhattan, sowie 2013 in The Time of the Doctor zurück. Ebenso hatten die Weeping Angels Auftritte in diversen Spin Off-Medien, unter anderem in der Serie Class.

## Ausstrahlung
Blink wurde erstmals am Samstag, den 9. Juni 2007, um 19:10 Uhr auf BBC One gesendet. Im Juli 2007 wurde die DVD Doctor Who – Series 3 Vol. 3 veröffentlicht, die neben Blink auch die beiden vorhergehenden Folgen Human Nature und The Family of Blood enthält. Eine Box mit allen Folgen der dritten Staffel wurde im November 2007 veröffentlicht. Die DVDs enthalten ein Easter Egg. Es zeigt die Sequenz, die in der Geschichte auf Sallys verschiedenen DVDs als Easter Egg versteckt war (siehe Abschnitt #Handlung).

## Rezeption
Die Erstausstrahlung der Folge wurde von 6,62 Millionen Zuschauern gesehen, womit sie auf Platz 7 der meistgesehenen Sendungen der Woche lag. Für die Serie ist ein derart hoher Marktanteil nicht untypisch. Zuschauerzahlen einer noch so erfolgreichen Fernsehserie sinken für gewöhnlich über die Dauer einer Staffel stetig ab und schnellen erst zum Staffelfinale wieder in die Höhe. Aus diesem Grund bauen die Showrunner von Doctor Who regelmäßig besonders aufwändige und außergewöhnliche Geschichten gerade in die Mitte der Staffel bzw. unmittelbar vor dem Beginn des Staffelfinales ein, was sich bislang vielfach auszahlte – so auch in diesem Fall. Trotz der erfolgreichen Ausstrahlung blieb Blink die Folge mit den wenigsten Zuschauern im Verlauf der dritten Staffel.
In der Episode kommt der sonst so eloquente Doktor ins Stocken bei dem Versuch, Sally die Struktur der Zeit zu erklären: „People assume that time is a strict progression of cause to effect, but actually – from a non-linear, non-subjective viewpoint – it’s more like a big ball of wibbly-wobbly… time-y wimey… stuff. – It got away from me, yeah.“ Im späteren Verlauf stellt er seinen selbstgebauten „Timey-Wimey-Detector“ mit den Worten vor: „Goes ‘Ding!’ when there’s stuff.“
Timey-Wimey wurde (für Moffat völlig unerwartet) zu einem der populärsten Aussprüche der Serie, erschien seither auf unzähligen Merchandise-Artikeln und floss auch in späteren Staffeln wiederholt in die Drehbücher ein.

### Kritiken
Dan Martin (The Guardian) nennt Blink die meist-geliebte Folge der ganzen [seit 1963 laufenden] Serie („most adored Who story ever“); den Einsatz der weinenden Engel bezeichnet er als „auf brillante Weise effektiv in diesem klaustrophobischen Spukhaus“.
Travis Fickett von IGN lobt das Konzept der weinenden Engel und die Darsteller, vor allem Carey Mulligans Darstellung der Sally Sparrow. Fickett zufolge funktioniert Blink zudem auch unabhängig von den restlichen Serie als „hervorragende“ eigenständige Geschichte. Er vergab 9,1 von 10 möglichen Punkten.
Die britische Tageszeitung The Daily Telegraph listete Blink als eine der 10 besten Doctor-Who-Folgen aller Zeiten auf. Der Autor Neil Gaiman listete die weinenden Engel auf Platz 3 seiner Top 10 klassischer Monster.

### Auszeichnungen
BAFTA Television Craft
- 2008: Best Writer, für Steven Moffat[13]

BAFTA Cymru Awards
- 2008: Best Screenwriter, für Steven Moffat[14]

Hugo Awards
- 2008: Best Dramatic Presentation - Short Form[15]

Constellation Awards
- 2008: Best Female Performance in a 2007 Science Fiction Television Episode, für Carey Mulligan[16]

Nebula Awards
- 2007: Nominierung in der Kategorie Best Script für Steven Moffat[17] – die Auszeichnung ging an Guillermo del Toro für Pans Labyrinth